# كنيسة بيت لحم (أصفهان)
كنيسة بيت لحم (بالفارسية: کلیسای بیت‌اللحم) هي كنيسة أرمنية رسوليّة تاريخية تعود إلى عصر السلالة الصفوية، وتقع في حي جلفا المسيحي الأرمني في مدينة أصفهان.